# Fontenoy-le-Château
Fontenoy-le-Château é uma comuna francesa na região administrativa de Grande Leste, no departamento de Vosges. Estende-se por uma área de 34,6 km². Em 2010 a comuna tinha 556 habitantes (densidade: 16,1 hab./km²).